# کایری سین
کایری سین (انگلیسی: Kairi Sane؛ زادهٔ ۲۳ سپتامبر ۱۹۸۸) هنرپیشه، و کشتی‌گیر کشتی حرفه‌ای اهل ژاپن است.
وی در سال ۲۰۲۰ به انتخاب مجله wargeadictos از بین تمامی کشتی گیران زن در بین ۲۰ کشتیگیر برتر و در رده دهم قرار گرفته است.